# Anaglyptini
Los anagliptinos (Anaglyptini) son una tribu de coleópteros crisomeloideos de la familia Cerambycidae. Es originario de Eurasia y América del Norte, varias especies se encuentran en América del Sur. La mayor diversidad de la tribu está en el Mediterráneo.

## Géneros
Tiene los siguientes géneros:
- Anaglyptus Mulsant, 1839
- Aphysotes Bates, 1885
- Clytoderus Linsley, 1935
- Cyrtophorus LeConte, 1850
- Diphyrama Bates, 1872
- Hirticlytus K. Ohbayashi, 1960
- Microclytus LeConte, 1873
- Miroclytus Aurivillius, 1911
- Oligoenoplus Chevrolat, 1863
- Paraclytus Bates, 1884
- Pempteurys Bates, 1885
- Tilloclytus Bates, 1885